# Symfonie nr. 5 (Hanson)
Howard Hanson componeerde zijn Symfonie nr. 5 Sinfonia Sacra opus 43 in 1954.
Een eendelig werk van nog geen kwartier en dat toch alle elementen van een symfonie bevatte, dat was de eenvoud die Hanson voor ogen had. Hijzelf voegde later toe dat hij het werk gebaseerd had op zijn gevoel bij het verhaal van de wederopstanding van Jezus, zoals omschreven is in het Evangelie volgens Johannes. Het is geen programmatische muziek maar meer een sfeerbeeld. De drie herkenbare onderdelen: onderdeel 1 een adagio met koper en strijkers; onderdeel 2 met akkoordenclusters; onderdeel 3 met een koraal overlopend in het coda.
De première werd gegeven op 18 februari 1955; het Philadelphia Orchestra o.l.v. Eugene Ormandy.

## Bron en discografie
- Uitgave Delos International 3130; Seattle Symphony o.l.v. Gerard Schwarz